# 桦叶葡萄
桦叶葡萄（学名：Vitis betulifolia）是葡萄科葡萄属的植物，为中国的特有植物。分布于中国大陆的湖南、湖北、河南、陕西、甘肃、四川、云南等地，生长于海拔650米至3,600米的地区，多生长在山坡、沟谷灌丛以及林中。

## 异名
- Vitis shimenensis W. T. Wang